# Hans Dekker
Hans Dekker (* 1969 in Boekelo) ist ein niederländischer Jazzschlagzeuger.

## Leben und Wirken
Dekker, dessen Vater ebenfalls Schlagzeuger ist, begann im Alter von neun Jahren, Schlagzeug zu spielen. Sein Vater brachte ihm einige Grundlagen bei und ihm, als er ihn mit neun Jahren zu einem Konzert von Art Blakey mitnahm, den Jazz nahe. Als Jugendlicher trommelte er in einem Harmonieorchester (Unisson Boekelo). Er studierte am Konservatorium Hilversum und arbeitete danach mit Musikern wie Frits Landesbergen, Ack van Rooyen, Greetje Kauffeld, Rob Pronk, Jasper van’t Hof und Jerry van Rooyen.
Dekker gehörte zu den Gründungsmitgliedern des Concertgebouw Jazz Orchestra, dem er acht Jahre lang angehörte und ist seit 2005 Mitglied der WDR Big Band Köln. Er spielte mit Scott Hamilton, Lee Konitz, Dave Liebman, Nils Landgren, Hugh Masekela, Bob Brookmeyer und Dee Dee Bridgewater. Er nahm Alben u. a. mit Madeline Bell, Lalo Schifrin, John Goldsby, Biréli Lagrène, Claudio Roditi/Klaus Ignatzek, Götz Alsmann, Maceo Parker, Joe Lovano und Jasmin Tabatabai auf.
Von 1995 an war Dekker Dozent am Konservatorium von Enschede; seit 1998 war er mehrfach als Gastdozent beim Bundesjazzorchester.